# 渡邉明

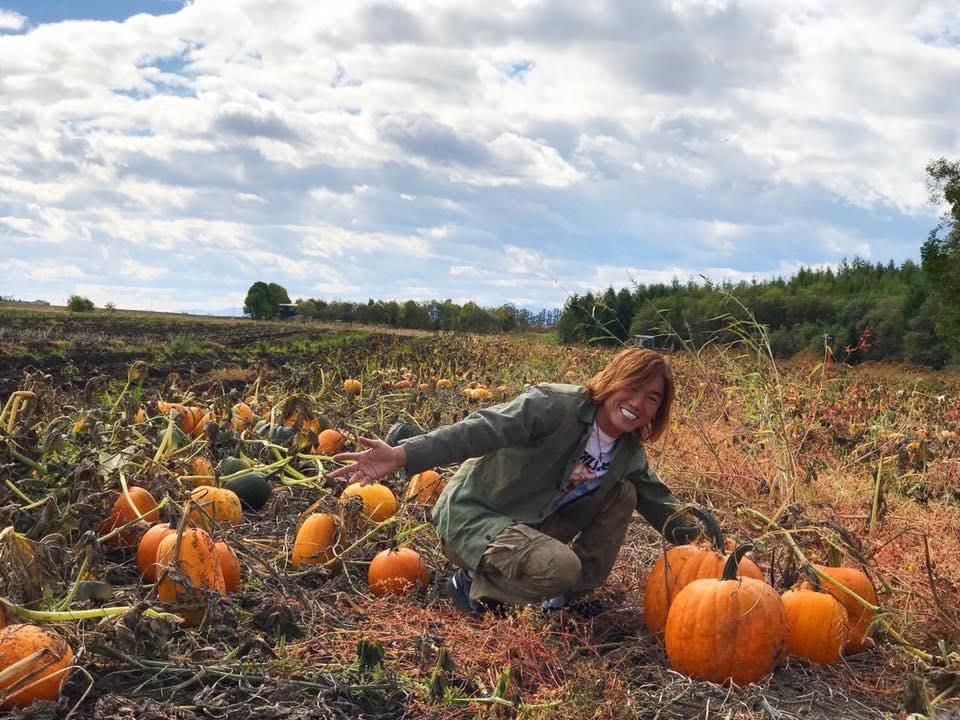

渡邉 明（わたなべ あきら、1965年2月2日 - ）は、イタリア料理の日本の料理人、実業家。シャンパーニュ騎士団  オフィシエ・ドヌール（名誉隊長）、高知県観光特使、野菜ソムリエ協会公認「野菜ソムリエアンバサダー」。埼玉県所沢市出身。

## 経歴
埼玉県所沢市生まれ。学生時代から多種多様なレストランにて修行を重ね、料理人となる。
1992年（平成4年）株式会社グローバルダイニング入社、TABLEAUX の初代料理長に就任。
1997年（平成9年）グローバルダイニングの総料理長に就任。
2001年（平成13年）株式会社レインズインターナショナル100％出資子会社　株式会社アートフードインターナショナルの代表取締役に就任。アートフードインターナショナルのオーナーシェフ兼レインズグループの総料理長を務め、数々のレストランを展開。
2003年（平成15年）有限会社（現・株式会社）イートウォーク設立。東京都内を中心に「AWKITCHEN」や「やさい家めい」「Mr.FARMER」など数十店舗を展開。
2020年（令和2年）9月、「 生産者と共に」をテーマとしたレストラン「FARM AKIRA」プロジェクトを新たにスタート。同時に株式会社 Food Innovators Japan 最高料理顧問に就任。直営店及び料理プロデュースを含んだ数々のレストランをオープン
2021年（令和3年）8月、東京 表参道に渡邉が運営するこれまでの集大成となる、後のTomaatti社　旗艦店となる「TRATTORIA　庭　BY　FARM AKIRA」をオープン
2023年（令和5年）3月、株式会社　Tomaatti （フィンランド語でトマトの意味）を設立。同年4月現在、直営店舗 及び 料理監修による数々の店舗展開を行っている。
2023年（令和5年）4月、軽井沢にムーミンカフェ　軽井沢店をオープン。
2023年（令和5年）10月、沖縄県宮古島市に　ＴＲＡＴＴＯＲＩＡ庭の姉妹店として　PASTA HOUSE 庭をオープン。
2024年（令和5年）2月、沖縄県下地島にサントリーニ ホテル＆ヴィラズ 宮古島のメインダイニングとしてレストラン「The Olivea」をオープン。
2024年（令和6年）10月、東京 外苑前にTHE　CARNE　TOKYOをオープン。
2025年（令和7年）4月、東京 六本木に　焼肉　はつ美　をオープン。

## 人物
- 2010年5月に、美をテーマとする女性タレント4人グループ「シェイプUPガールズ（現在は事実上解散）」の一員で、日本の女優、タレント、ヨガインストラクターの中島史恵と結婚。渡邉自身4度目の結婚となった。

## 出演
- 1999年8月 - 「料理の鉄人」（フジテレビ）
- 2008年9月 - 「ソロモン流」（テレビ東京）
- 2014年7月 - 「グルメチキンレース・ゴチになります!」（日本テレビ）
- 2015年8月 - 「食彩の王国」（テレビ朝日）
- 2016年4月 - 「賢者の選択Leaders」（日経CNBC他）
- 2017年4月 - 「食彩の王国」（テレビ朝日）
- 2019年4月 - 「食彩の王国」（テレビ朝日）
- 2019年8月 - 「アウト×デラックス」（フジテレビ）
- 2024年10月　「ぐるぐるナインティナイン3時間SP」「料理時間ハンデマッチ 鉄人 VS 凡人シェフ軍団」（日本テレビ）

## 著書
- 2010年7月 - レシピ本「畑からのごちそう　AWkitchenのシークレットレシピ」（主婦と生活社）ISBN 978-4391139136
- 2012年7月 - レシピ本「AWkitchenのパスタレシピ50」（主婦と生活社）ISBN 978-4391142327
- 2015年3月 - 「マイヤー電子レンジ圧力鍋2で作るVEGE　DELIレシピ」（タツミムック）ISBN 978-4777814572

## 表彰等
- 2014年3月 - 野菜ソムリエ協会認定「ベジタブルフラワーアーティスト・プロフェッサー」
- 2015年11月 - シャンパーニュ騎士団「オフィシエ」
- 2016年3月 - 高知県観光特使
- 2016年4月 - 野菜ソムリエ協会公認「野菜ソムリエアンバサダー」